# Xenophrys minor
Xenophrys minor é uma espécie de anfíbio da família Megophryidae.
Pode ser encontrada nos seguintes países: China, Tailândia, Vietname, e possivelmente Laos e Myanmar.
Os seus habitats naturais são: florestas subtropicais ou tropicais húmidas de baixa altitude, regiões subtropicais ou tropicais húmidas de alta altitude, rios e pântanos.
Está ameaçada por perda de habitat.